# Polyxenus buxtoni
Polyxenus buxtoni är en mångfotingart som beskrevs av Henri W. Brölemann 1921. Polyxenus buxtoni ingår i släktet Polyxenus och familjen penseldubbelfotingar. Inga underarter finns listade i Catalogue of Life.